# Arlenis Sierra Cañadilla
Arlenis Sierra Cañadilla   (Manzanillo, 7 de desembre de 1992) és una ciclista cubana especialista en la pista, encara que també competeix en ruta. Actualment milita al Movistar Team. Ha guanyat medalles als Jocs Panamericans, Campionats del món, Campionats Panamericans i Jocs Centreamericans i del Carib entre altres victòries. Ha participat en dos Jocs Olímpics d'estiu.

## Palmarès en pista
- 2013
  - Campiona als Campionats Panamericans en Persecució per equips (amb Yudelmis Domínguez i Marlies Mejías)
- 2014
  - Medalla d'or als Jocs Centreamericans i del Carib, en Persecució per equips
  - Campiona als Campionats Panamericans en Scratch

### Resultats a laCopa del Món
- 2015-2016
  - 1r a Cali, en Scratch

## Palmarès en ruta
- 2011
  - Medalla d'or als Jocs Panamericans, en ruta
- 2013
  -  Campiona als Campionats Panamericans en ruta
- 2014
  -  Campiona als Campionats Panamericans en ruta
  -  Campiona de Cuba en ruta
  - Vencedora d'una etapa al Tour de San Luis
- 2015
  -  Campiona de Cuba en ruta
- 2016
  -  Campiona de Cuba en ruta
  - 1a a la Volta a Costa Rica i vencedora de 2 etapes
  - 1a al Tour de Bretanya i vencedora de 3 etapes
  - Vencedora d'una etapa al Tour de San Luis
- 2017
  -  Campiona de Cuba en ruta
  -  Campiona de Cuba en contrarellotge
  - 1a a la Volta a Costa Rica i vencedora de 3 etapes
  - Vencedora d'una etapa a la Setmana Ciclista Valenciana
  - 1a al Trofeu Oro in Euro
- 2018
  -  Campiona als Campionats Panamericans en ruta
  - Campiona als Jocs Centreamericans i del Carib en contrarellotge
  - Vencedora d'una etapa de la Volta a Califòrnia
  - Vencedora d'una etapa al Tour de l'Ardecha
  - 1a al Tour de Guangxi
- 2019
  - 1a a la Cadel Evans Great Ocean Road Race Women
  -  Campiona de Cuba en ruta
  -  Campiona de Cuba en contrarellotge
  - Medalla d'or als Jocs Panamericans
  - 4 etapes de Volta a Guatemala
  - 1a a la Giro de Toscana-Memorial Michela Fanini i vencedora d'una etapa
- 2020
  - 1 etapa a la Women's Herald Sun Tour
- 2021
  - 1a a la Clàssica Fèmines de Navarra
  - 1a al Tour de l'Ardecha
  - 1a a Tre Valli Varesine
  - 1a a la Giro de Toscana-Memorial Michela Fanini
- 2022
  -  Campiona Panamericana en ruta
  - Vencedora de la Volta a Andalusia i de 2 etapes
  - Vencedora d'una etapa al Tour de Romandia
- 2023
  -  Campiona de Cuba en ruta
  -  Campiona de Cuba en contrarellotge
  - Campiona als Jocs Centreamericans i del Carib en ruta
  - Campiona als Jocs Centreamericans i del Carib en contrarellotge
- 2024
  -  Campiona de Cuba en contrarellotge
  - Vencedora d'etapa a la Volta a Andalusia

### Resultats a les Grans Voltes

#### Giro d'Itàlia
- 2017: 10a posició
- 2020: 42a posició
- 2021: abandona (3a etapa)
- 2022: no surt (7a etapa)
- 2024: 56a posició

#### Tour de França
- 2022: 27a posició